# Eduard Mezincescu
Eduard Mezincescu (născut Mezinger, n. 11 iulie 1909 – d. 1996) a fost un politician, publicist și diplomat comunist român, medic de profesie.
A îndeplinit, între altele, funcția de ministru al artelor și informației (1948 - 1949), președinte al Comitetului pentru artă (1949 - 1950), de asemenea funcții în Ministerul de externe - director politic și secretar general,  ulterior vice-ministru de externe și delegat la Adunarea Generală a ONU, ambasador în Suedia, Norvegia și Danemarca.
Eduard Mezincescu a fost funcționar superior în Ministerul de Externe condus de Ana Pauker, Eduard Mezincescu a semnat la 23 mai 1948 un acord de cedare a Insulei Șerpilor (aflată sub ocupație sovietică din 1944) către Uniunea Sovietică.

## Biografie

### Anii de tinerețe
Originar din Moldova, Mezincescu a studiat medicina la Universitatea din Cluj. În anii tinereții, a activat în cercuri culturale și politice, a colaborat la cenacluri și reviste culturale precum „Vatra”, „Pinguinul”, „Țara de mâine”, etc. Un timp a fost asistent la facultatea de medicină din Cluj.
A activat în Liga împotriva prejudecăților, în cadrul Comitetului național antifascist (1932), în Frontul Studenților Democrați cu orientare de stânga (1935), în anul 1936 fiind exclus din Societatea Studenților de medicină din Cluj, care era dominată de legionari. În continuare, a activat ca secretar al filialei românești a organizației „Ajutorul Roșu Internațional”, legată de Comintern și care ajuta pe foștii deținuți politici comuniști.

### Cariera politică și diplomatică
După august 1944, ca activist comunist, a fost cooptat treptat în organele de agitație și în organele propagandă și guvernamentale. În noiembrie 1944, s-a numărat printre membrii fondatori ai ARLUS, a îndeplinit în 1945 funcția de comisar al guvernului pe lângă Liga Operelor Sociale, apoi secretar al Comitetului pentru ajutorul regiunilor lovite de secetă. În anul 1948, a fost cooptat de Ana Pauker ca director politic și economic în cadrul Ministerul de externe.
Ca reprezentant al acestui minister, Mezincescu a semnat la 23 mai 1948, împreună cu reprezentantul sovietic Nikolai Pavlovici Sutov, prim-secretar al ambasadei URSS la București, un proces verbal de cedare a Insulei Șerpilor.. Insula, ocupată de militari sovietici în 1944, a fost cerută de Uniunea Sovietică, în dorința de a-și consolida pozițiile strategice la Gurile Dunării, prin încălcarea prevederilor Tratatului de Pace de la Paris din 1947.
Eduard Mezincescu a fost deputat în Marea Adunare Națională. În august 1948, Eduard Mezincescu a fost numit ministru al Artelor și Informațiilor, în locul lui Octav Livezeanu. Apoi între 1950-1952 a fost președintele Comitetului pentru Arte.
În 1957 a fost readus la Ministerul de externe, până în 1960 ca secretar și delegat la Adunarea Generală a O.N.U., iar între 1960-1966 ca vice-ministru de externe. 
La a 15-a sesiune a Adunării Generale a O.N.U., dr. Mezincescu a fost ales în fruntea Comisiei pentru probleme sociale, umanitare și culturale. 
În cadrul sesiunii Adunării Generale a O.N.U., la 12 octombrie 1960, a avut loc un episod antologic care l-a avut ca protagonist pe Nikita Sergheevici Hrușciov. La intervenția delegatului filipinez Lorenzo Sumulong care își exprima nedumerirea cum poate Uniunea Sovietică să condamne imperialismul capitalist occidental, atâta vreme cât ea însăși este responsabilă de fapte similare în Europa de Est, N. Hrușciov l-a întrerupt spunându-i că este „o jigodie și un lacheu al imperialiștilor”, după care și-a scos un pantof din picior și a început să bată cu el în masă. După incidentul cu pantoful, Eduard Mezincescu, adjunctul ministrului român de Externe, a luat cuvântul și i-a cerut președintelui ședinței Frederick Boland (reprezentantul Irlandei) să aprobe protestele lui N. Hrușciov și să-l aducă la ordine pe delegatul filipinez arătând că nu este permis nimănui „să lanseze calomnii la adresa țărilor membre ale Organizației Națiunilor Unite, care se bucură de independență suverană și care au drepturi egale în calitate de membre ale acestei organizații”.
Ulterior, Mezincescu a îndeplinit funcția de ambasador al României în Suedia, Norvegia și Danemarca, cu sediul la Stockholm. Mai apoi regimul Ceaușescu l-a îndepărtat din viața politică. 
După căderea lui Ceaușescu din 1989, Mezincescu a cooperat cu Ilie Verdeț la fondarea în 1990 unui nou partid efemer de orientare comunistă, Partidul Socialist al Muncii.
În ultimii ani ai vieții a scris și a dat interviuri despre evenimentele istorice la care a asistat sau a participat.

### Viața privată
Eduard Mezincescu a fost căsătorit cu Florica născută Ionescu, de profesie chimistă, și care a îndeplinit o vreme funcția de director în Ministerul Învățământului. După ce au divorțat, s-a căsătorit cu balerina Alexa Dumitrache de la Opera de Stat din București.

## Scrieri
- sub pseudonimul Gheorghe „Gh.” Dorin - scenariul filmului artistic Directorul nostru în regia lui Jean Georgescu, 1955
- Grecia in ghearele imperialismului, 1947
- O vizită istorică: Conducătorul poporului sovietic în India (Text prescurtat al conferinței expuse la Casa Prieteniei Romîno-Sovietice din București), 21 pagini, Consiliul General A.R.L.U.S., București, 1956
- Mareșalul Antonescu și catastrofa României, 170 pagini, București, Artemis, 1993.

## Distincții
- Medalia „40 de ani de la înființarea Partidului Comunist din Romînia” (6 mai 1961) „pentru merite în activitatea de partid și întărirea regimului democrat-popular”[8]
- Ordinul „23 August” clasa a III-a (10 august 1964) „pentru merite deosebite în opera de construire a socialismului, cu prilejul celei de a XX-a aniversări a eliberării patriei”[9]
- Ordinul „23 August” clasa a II-a (4 mai 1971) „cu prilejul aniversării a 50 de ani de la constituirea Partidului Comunist Român, [...] pentru activitate îndelungată în mișcarea muncitorească și merite deosebite în opera de construire a socialismului”[10]